# Woolf Barnato
Joel Woolf Barnato (Pronuncia-se Barnatoo) (27 de Setembro de 1895 – 27 de Julho de 1948) foi um milionário e automobilista britânico, um dos "Bentley Boys" da década de 1920. Ele venceu por 3 vezes consecutivas as 24 Horas de Le Mans.

## Resultados nas 24 Horas de Le Mans
| Ano  | Equipe                | Veículo           | Co-piloto     | Posição | Nota           |
| ---- | --------------------- | ----------------- | ------------- | ------- | -------------- |
| 1928 | Bentley Motor Company | Bentley 4 ½ Litre | Bernard Rubin | 1º      | Vitória global |
| 1929 | Bentley Motor Company | Bentley Speed Six | Tim Birkin    | 1º      | Vitória global |
| 1930 | Bentley Motor Company | Bentley Speed Six | Glen Kidston  | 1º      | Vitória global |